# Le Bataclan '72
Le Bataclan '72 es un álbum en vivo de Lou Reed, John Cale y Nico. Este fue grabado del soundboard y circuló como bootleg durante años, antes de que fuera lanzado de forma oficial en 2004.
Este lanzamiento oficial incluyó dos bonus tracks exclusivos (ambos grabados en ensayo—"Pale Blue Eyes" y "Candy Says"). Este es el legendario show grabado en el Bataclan en París. El concierto significó la primera vez desde la separación de The Velvet Underground que Lou Reed, John Cale y Nico estuvieron juntos en un escenario.
Como curiosidad, por lo menos una tirada fue masterizada de forma equivocada (muy lenta).

## Lista de temas
Grabado en vivo en Le Bataclan, París, 29 de enero de 1972, originalmente transmitido por la televisión francesa.
Todas las canciones compuestas por Lou Reed excepto donde se indique.
1. "I'm Waiting for the Man"
2. "Berlín"
3. "The Black Angel's Death Song" (Reed, Cale)
4. "Wild Child"
5. "Heroin"
6. "Ghost Story" (Cale)
7. "The Biggest, Loudest, Hairiest Group of All" (Cale)
8. "Empty Bottles" (Cale)
9. "Femme Fatale"
10. "No One Is There" (Nico)
11. "Frozen Warnings" (Nico)
12. "Janitor of Lunacy" (Nico)
13. "I'll Be Your Mirror"
14. "All Tomorrow's Parties" (encore)
15. "Pale Blue Eyes"
16. "Candy Says"

## Banda
- Lou Reed – voz, guitarra
- John Cale – voz, teclado, guitarra, viola
- Nico – voz, armonio

- Datos: Q2464176